# Branne (Doubs)
Branne – miejscowość i gmina we Francji, w regionie Burgundia-Franche-Comté, w departamencie Doubs.
Według danych na rok 1990 gminę zamieszkiwało 171 osób, a gęstość zaludnienia wynosiła 27 osób/km² (wśród 1786 gmin Franche-Comté Branne plasuje się na 573. miejscu pod względem liczby ludności, natomiast pod względem powierzchni na miejscu 697.).